# Olivier Jacquemin
Pour les articles homonymes, voir Jacquemin.
Olivier Jacquemin, né le 13 novembre 1975 à Fribourg-en-Brisgau, est un céiste français de descente.

## Carrière
Il remporte la médaille d'argent en C-1 classique par équipe avec Stéphane Santamaria et Olivier Koskas aux Championnats du monde de descente 2000 à Treignac.